# Trichostixis orientalis
Trichostixis orientalis är en skalbaggsart som beskrevs av Stefan von Breuning 1936. Trichostixis orientalis ingår i släktet Trichostixis och familjen långhorningar. Inga underarter finns listade i Catalogue of Life.